# Universitätsprediger
Der Universitätsprediger ist ein von der jeweiligen Universität beauftragter Professor der (evangelischen) Theologie, der neben seinen Verpflichtungen in Lehre und Forschung die Gestaltung von Gottesdiensten übernimmt oder beaufsichtigt. Diese Universitätsgottesdienste finden zumeist in regelmäßigen Abständen, häufig in als Universitätskirchen bezeichneten Sakralräumen statt. Dabei stehen die Universitätsgottesdienste innerhalb eines Semesters häufig unter einem Thema. Die Universitätspredigten werden von Dozenten der unterschiedlichen universitären Fächer übernommen.
Daneben gibt es die Aufgabe des Universitätspredigers auch für Professoren, die im Auftrag der  römisch-katholischen Kirche Theologie unterrichten.

## Geschichte
Beim Amt des Universitätspredigers handelt es sich um eine preußische Erfindung. An den alten Universitäten Preußens zuerst, später an den Universitäten in den Ländern, die von Preußen erobert wurden oder sich mit ihm zusammenschlossen, entstanden an den Universitäten diese Predigtämter. Ziel war es, unabhängig von der örtlich vorherrschenden Konfession, eine dem preußischen Staat gelegene Verkündigung an der Universität sicherzustellen.
Universitätskirchen und Universitätsgottesdienste fanden örtlich schon seit dem Hochmittelalter an theologischen Fakultäten statt. Mit der Reformation wurden ursprüngliche Ordenskirchen, wie in Leipzig, zu Universitätskirchen umgeweiht. Ursprünglich leiteten wohl die Professores der Fakultät die Gottesdienste im Wechsel. Erst zu späterer Zeit entwickelte sich aus der reinen Beauftragung ein eigenes Amt, dessen Besetzung und Ausübung nicht selten universitäts- und landespolitische Motive hatte.
Unter sowjetischer Besatzung und in der DDR durften an den Universitäten keine Universitätsprediger wirken. Diese wurden recht bald nach der politischen Wende wieder eingeführt.

## Wichtige Universitätsprediger
- Friedrich Schleiermacher, an der Universität Halle vor 1806
- Richard Rothe, an der Universität Heidelberg seit 1838
- Romano Guardini, an der Ludwig-Maximilians-Universität München (1948–1963)
- Peter Cornehl, an der Universität Hamburg (1976–2000)
- Manfred Josuttis, an der Georg-August-Universität Göttingen (1977–2001)
- Eugen Biser, an der Ludwig-Maximilians-Universität München (1979–2007)
- Reinhard Schmidt-Rost, an der Christian-Albrechts-Universität zu Kiel (1992–1999) und an der Rheinische Friedrich-Wilhelms-Universität Bonn (2000–2016)

## Gegenwart
Heute sehen die Universitätsprediger ihre Aufgabe darin, in ihren Gottesdiensten auf hohem Niveau die Wissenschaftlichkeit des akademischen Studiums mit der christlichen Tradition der Universität und dem christlichen Glauben ins Gespräch zu bringen.

## Heutige Beispiele
| Universität                                       | Entstehung | Unterbrechung               | Amtsinhaber                                    |
| ------------------------------------------------- | ---------- | --------------------------- | ---------------------------------------------- |
| Universität Rostock                               | 1841       | SBZ, DDR                    | Martin Kumlehn                                 |
| Universität Leipzig                               | ca. 1830   | SBZ, DDR                    | Peter Zimmerling und Alexander Deeg            |
| Christian-Albrechts-Universität Kiel              |            |                             | Andreas Müller                                 |
| Johannes-Gutenberg-Universität Mainz              |            |                             | Kristian Fechtner                              |
| Ernst-Moritz-Arndt-Universität Greifswald         |            | SBZ, DDR, seit WS 1990/1991 | Michael Herbst                                 |
| Philipps-Universität Marburg                      | 1667       | u. a. 1933–1957             | Gerhard Marcel Martin                          |
| Martin-Luther-Universität Halle-Wittenberg        |            | SBZ, DDR                    | Jörg Ulrich                                    |
| Humboldt-Universität zu Berlin                    |            | SBZ, DDR                    | Notger Slenczka                                |
| Ludwig-Maximilians-Universität München            | 1845       | 1939–1949                   | Christoph Levin (ev.), Marc-Aeilko Aris (r.k.) |
| Georg-August-Universität Göttingen                |            |                             | Florian Wilk                                   |
| Ruprecht-Karls-Universität Heidelberg             | 1838       |                             | Helmut Schwier                                 |
| Friedrich-Alexander-Universität Erlangen-Nürnberg |            |                             | Martin Nicol                                   |
| Universität Hamburg                               |            |                             | Kristin Merle                                  |
| Universität Münster                               |            |                             | Traugott Roser                                 |
| Friedrich-Schiller-Universität Jena               |            |                             | Corinna Dahlgrün                               |
| Ruhr-Universität Bochum                           |            |                             | Isolde Karle                                   |